# Gerla (Magyarország)
Gerla egykor önálló község, 1984 óta Békéscsaba városrésze.

## Fekvése
A békési vármegyeszékhely központjától 8 kilométerre fekszik északkeleti irányban. A Fekete- és a Fehér-Körös összefolyása mintegy 10 kilométerre található a településtől. Manapság már a nagyszámú kiköltözések miatt az eredeti városhatárt régen átlépte Békéscsaba, így a valóságban a keleti szélen álló házaktól már csak 3-4 kilométerre helyezkedik el a városrész.

### Megközelítése
A városrész északi szélén húzódik a Békéscsaba központját Dobozzal összekötő 4239-es út, ezen érhető el a belváros és a másik végponti település felől is. Békéssel a 4238-as, Fényes városrésszel a 4241-es út köti össze. Lakott területének központján főutcaként a 42 145-ös számú mellékút húzódik végig.
Gerlát a 20-as számú helyi járatú autóbusz köti össze a megyeszékhellyel, amely megfelelő, munkanapokon csúcsidőben 20-30 perces követési idővel jár, egyéb időben pedig óránként. A belvárostól nagyjából 10 perc alatt lehet elérni tömegközlekedéssel a településrészt. A helyközi (dobozi) járatok egy része is megáll a gerlai elágazásnál lévő buszmegállóban, az esti és hétvégi járatok betérnek Gerlára.

## Története
Az alföldi kistelepülés nevét már 1295-ben kelt írásos emlékekben is megtaláljuk, de története ennél sokkal korábbra vezethető vissza, erről tanúskodnak a gyulai múzeumban található, innen származó kőkori eszközök. A falu a történelem során többször elnéptelenedett, majd mindig visszatértek a régi lakosok. A területnek a 14. században az Ábránffy család volt a birtokosa, később (a 19. század közepén) a Wenckheim család tulajdonába jutott.
Gerla 1958-ig Doboz közigazgatási területéhez tartozott, ekkor önálló községgé alakult. 1984-ben azonban önállósága megszűnt, mivel Békéscsabához csatolták.

## Iskola
A városrésznek külön általános iskolája van, amelynek érdekessége, hogy a vármegyeszékhelyen évente megrendezésre kerülő utcai futógálán rendszeresen megnyerik az iskolák között létszámverseny százalékban résztvevők számát, köszönhetően a sportos jellegnek és a szülők, nagyszülők nagy lelkesedésének.

## Nevezetességei

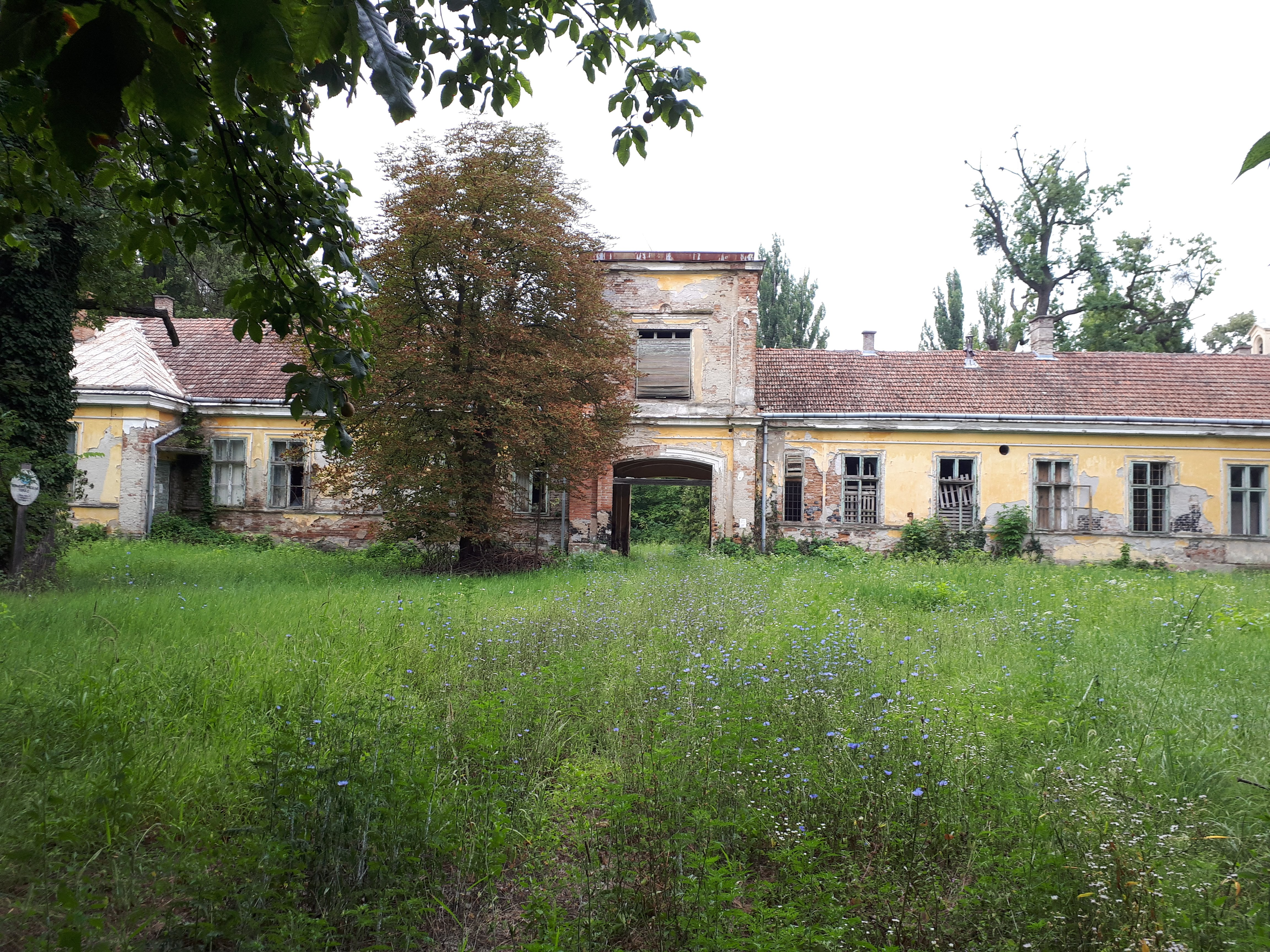
A gerlai Wenckheim-kastély

- 1234-ben és 1257-ben található említés a gerlai monostor apátjáról, az 1332-37-es években már csak plébánosról van szó. Temploma Szent Miklós tiszteletére volt szentelve. Az 1531-es okiratok arról tudósítanak, hogy ferences szerzetesek klastroma lett Gerla. Az Ábránffy család 1553-ban ferences rendi zárdát építtetett itt.
- 1854-ben Ybl Miklós tervei szerint U alakú barokk, földszintes kastély épült. A kastély közepén 1869-ben épült kápolna eredeti állapotában megmaradt. A park természetvédelmi terület.

## Külső hivatkozások
- A településrész nem hivatalos honlapja[halott link]
- A Gerlai Általános Iskola honlapja
- A gerlai közoktatás történetének 150 éve PDF
- Szeged-Csanádi Egyházmegye – Gerla
- A Körös Volán weblapja